# هاري لويل
هاري لويل (بالإنجليزية: Harry Lowell)‏ هو منتج أفلام وشخصية أعمال أمريكي، ولد في 12 ديسمبر 1971 في شيكاغو في الولايات المتحدة.

## وصلات خارجية
- هاري لويل على موقع IMDb (الإنجليزية)